# Жан Теле
Жáн Телé (фр. Jean Teulé; 26 лютого 1953, Сен-Ло, Манш — 18 жовтня 2022, Париж) — французький письменник, художник-карикатурист, сценарист, автор коміксів, телевізійний журналіст, актор, кінематографіст.

## Біографічні відомості
Жан Теле народився в Сен-Ло, департаменту Манш, що за 260 км на заході від Парижа.
У студентські роки всерйоз захоплювався коміксами. До 1978 року створював для книжкового магазину, що в Аркеї низку коміксів, та шукав себе серед карикатуристів, які в ті часи мали великий попит.
З 1979-1989 рр. працює для журналу "Ехо савани". У той же час бере участь у створенні передачі «В жодному іншому місці» на відомому телеканалі «Canal +». З 1989 року приходить новий етап у творчість Жана Теле. Він, як сам зазначає, стає письменником, хоча і «випадково»: його спокусила редакторка видавництва «Julliard», яка була впевнена, що він є письменником, хоча про це ще не знає.
У 1991 р. з шаленим успіхом виходить його перший роман «Rainbow для Рембо», який у 1996 р. він сам екранізував. З виходом наступних своїх романів, як-от: «О, Верлен» (2004), «Я, Франсуа Війон» (2006), «Магазин самогубств» (2007), а особливо «Пан Монтеспан» (2008), він призвичаїв читача до «свого» світу, створеного з гумору та культури. Визнаний світом французький режисер Антуан де Кон знімає художню стрічку за книгою Жана Теле “Пан Монтеспан”. Його «наймолодший» та жорстокий роман «З’їжте його, якщо хочете…» (2009) є, наприклад, авторським переосмисленням жахливої події XIX століття. Останній роман, написаний письменником, має символічну назву «Чарлі 9» (2011).
На сьогодні твори письменника мають шалений попит і з’являються в постановках театру та екранізовуються на телебаченні. На думку письменника, праця над написанням романів (а в його арсеналі їх понад 10) – надзвичайно цікава, на відміну від біографій та історичних нарисів, які є, фактично, “сухими” творами.

## Теле і Україна
14 квітня 2010 року письменник-романіст у підтримці своєї нової книги "З’їжте його якщо хочете..." (2009) відвідав Україну, зокрема завітав у місто Львів, де відбулася презентація його роману, після якої, на прес-конференції поділився з журналістами цікавими фактами із свого життя, зокрема процесом творення, написання романів:  
|  | У мене два письмові столи. За одним пишу олівцем, а коли в мене щось не виходить – розвертаюся до другого столу й друкую текст на комп’ютері. У кабінеті не має бути нічого зайвого: ні картин, ні плакатів на стінах, ані фотографій. Це - особисте. Я не хочу бачити свого минулого. Усе має бути новим, недоторканим. Є тільки одне фото. Світлина нашого класу, на якій я і мій друг Жан-Поль Готьє (французький модельєр). Дуже тішуся, коли дивлюся на нього, бо якби під час навчання в школі нам сказали, яке в нас буде життя, ми б не повірили. |

## Особисте життя
На даний час Жан Теле має стосунки з відомою французькою актрисою Міу-Міу (фр. Miou-Miou), з якою вони проживають разом в Парижі, в кварталі Маре.

## Творчість

### Фільмографія
- 1996: «Rainbow для Рембо» - сценарист
- 1997: «Romaine» - актор
- 2005: «Caché» - актор
- 2007: «Дорогий» - адаптація роману

2013: "Магазин самогубств" - мультиплікаційна екранізація роману

## Нагороди
У 2006 році у Парижі роман «Я, Франсуа Війон» отримав літературну нагороду як найкраще біографічне свідчення.